# Clima mediterráneo típico
El clima mediterráneo típico, Csa en la clasificación climática de Köppen, es un tipo de clima mediterráneo y subtropical que se caracteriza por veranos secos, calurosos y con temperaturas medias por encima de los 22 °C; e inviernos húmedos y lluviosos, con temperaturas suaves. Cuanto más frío es el mes, más lluvioso resulta, y a la inversa, cuanto más caluroso es el mes, más seco resulta. 
Se presenta en latitudes medias subtropicales, especialmente entre 30 y 40° de latitud, hacia el lado occidental de los continentes, situado frecuentemente entre un clima seco (como el mediterráneo seco) y el clima mediterráneo de influencia oceánica. Köppen usó inicialmente la denominación clima del olivo, en alusión a la distribución del olivo en las costas del Mediterráneo; también se le llamó clima heleno o californiano, ya que es común en Grecia y California.

## Regiones
El clima mediterráneo propiamente dicho (Csa) se da en las siguientes regiones del mundo:
- Países mediterráneos: El mar Mediterráneo es la principal zona de influencia de este clima debido a su posición entre continentes y la latitud en que se encuentra; por lo que se da en la mayor parte de la costa mediterránea, con la excepción de Egipto y buena parte de Libia donde el clima desértico llega a la costa. Este patrón es propio de la mayor parte de la mitad sur de España, al igual que las costas de la mayor parte de España, Portugal, Francia, Italia, Croacia, Montenegro, Albania, Grecia, Turquía, Siria, Líbano, Israel, Marruecos, Argelia y Túnez. La vegetación típica es el bosque y matorral mediterráneo.
- Medio Oriente: Los vientos del oeste permiten que la influencia mediterránea llegue hasta el interior de Asia; de tal manera que el clima mediterráneo típico puede encontrarse en Irak, Irán y pequeñas zonas del Asia Central y norte de Afganistán, Pakistán e India.
- Norteamérica: Se encuentra en latitudes mediterráneas, en el oeste de Estados Unidos y pequeñas zonas de México. La vegetación típica es el matorral llamado chaparral, como el que se encuentra en California.
- Sudamérica: Se ubica en Chile central, relacionado con la ecorregión del matorral chileno.
- Sudáfrica: Al extremo sur, en la región del Cabo de Sudáfrica y la formación vegetal es del matorral denominado fynbos.
- Australia: La región de bosques y arbustos denominada Mallee, al sudoeste y sur de Australia.

## España

Distribución potencial del olivo en la cuenca del Mediterráneo (Oteros, 2014). Su límite se ha mantenido estable durante miles de años y sirve para delimitar las zonas de clima mediterráneo típico.

El clima mediterráneo típico afecta en España al litoral peninsular mediterráneo: Cataluña, Baleares, Ceuta, Melilla y la mayor parte del litoral de la Comunidad Valenciana, Región de Murcia y de las provincias mediterráneas de Andalucía. La zona sureste de la costa peninsular tiene clima mediterráneo seco. En el resto de España, al estar la costa orientada al este y protegida por la meseta central el régimen de precipitaciones se ve alterado y presenta habitualmente los máximos en otoño y primavera, siendo más seco el invierno pero mucho más lluvioso que el verano, por lo que podríamos hablar de un clima mediterráneo típico de precipitaciones equinocciales, ya que éstas se concentran en las estaciones intermedias en lugar del invierno. Es el propio de ciudades como Barcelona, Valencia, Málaga y Palma de Mallorca.
| Parámetros climáticos promedio de Observatorio del Aeropuerto de Sevilla (34 m s. n. m.) (periodo de referencia: 1981-2010) | Parámetros climáticos promedio de Observatorio del Aeropuerto de Sevilla (34 m s. n. m.) (periodo de referencia: 1981-2010) | Parámetros climáticos promedio de Observatorio del Aeropuerto de Sevilla (34 m s. n. m.) (periodo de referencia: 1981-2010) | Parámetros climáticos promedio de Observatorio del Aeropuerto de Sevilla (34 m s. n. m.) (periodo de referencia: 1981-2010) | Parámetros climáticos promedio de Observatorio del Aeropuerto de Sevilla (34 m s. n. m.) (periodo de referencia: 1981-2010) | Parámetros climáticos promedio de Observatorio del Aeropuerto de Sevilla (34 m s. n. m.) (periodo de referencia: 1981-2010) | Parámetros climáticos promedio de Observatorio del Aeropuerto de Sevilla (34 m s. n. m.) (periodo de referencia: 1981-2010) | Parámetros climáticos promedio de Observatorio del Aeropuerto de Sevilla (34 m s. n. m.) (periodo de referencia: 1981-2010) | Parámetros climáticos promedio de Observatorio del Aeropuerto de Sevilla (34 m s. n. m.) (periodo de referencia: 1981-2010) | Parámetros climáticos promedio de Observatorio del Aeropuerto de Sevilla (34 m s. n. m.) (periodo de referencia: 1981-2010) | Parámetros climáticos promedio de Observatorio del Aeropuerto de Sevilla (34 m s. n. m.) (periodo de referencia: 1981-2010) | Parámetros climáticos promedio de Observatorio del Aeropuerto de Sevilla (34 m s. n. m.) (periodo de referencia: 1981-2010) | Parámetros climáticos promedio de Observatorio del Aeropuerto de Sevilla (34 m s. n. m.) (periodo de referencia: 1981-2010) | Parámetros climáticos promedio de Observatorio del Aeropuerto de Sevilla (34 m s. n. m.) (periodo de referencia: 1981-2010) |
| Mes | Ene. | Feb. | Mar. | Abr. | May. | Jun. | Jul. | Ago. | Sep. | Oct. | Nov. | Dic. | Anual |
| --- | --- | --- | --- | --- | --- | --- | --- | --- | --- | --- | --- | --- | --- |
| Temp. máx. media (°C) | 16.0 | 18.1 | 21.9 | 23.4 | 27.2 | 32.2 | 36.0 | 35.5 | 31.7 | 26.0 | 20.2 | 16.6 | 25.4 |
| Temp. media (°C) | 10.9 | 12.5 | 15.6 | 17.3 | 20.7 | 25.1 | 28.2 | 27.9 | 25.0 | 20.2 | 15.1 | 11.9 | 19.2 |
| Temp. mín. media (°C) | 5.7 | 7.0 | 9.2 | 11.1 | 14.2 | 18.0 | 20.3 | 20.4 | 18.2 | 14.4 | 10.0 | 7.3 | 13.0 |
| Precipitación total (mm) | 65.7 | 49.9 | 35.8 | 54.0 | 30.5 | 9.9 | 2.4 | 5.3 | 26.9 | 68.3 | 91.1 | 99.0 | 538.8 |
| Fuente: Agencia Estatal de Meteorología                                                                                     | | | | | | | | | | | | | |